# Gomastapur
Goma
Gomastapur (en bengali : গোমস্তাপুর) est une upazila du Bangladesh dans le district de Nawabganj. En 1991, on y dénombrait 321 972 habitants.